# Rue André-Messager
La rue André-Messager est une voie du 18e arrondissement de Paris, en France.

## Situation et accès
La rue André-Messager est une voie publique située dans le 18e arrondissement de Paris. Elle débute au 21, rue Letort et se termine au 74, rue du Ruisseau.

## Origine du nom

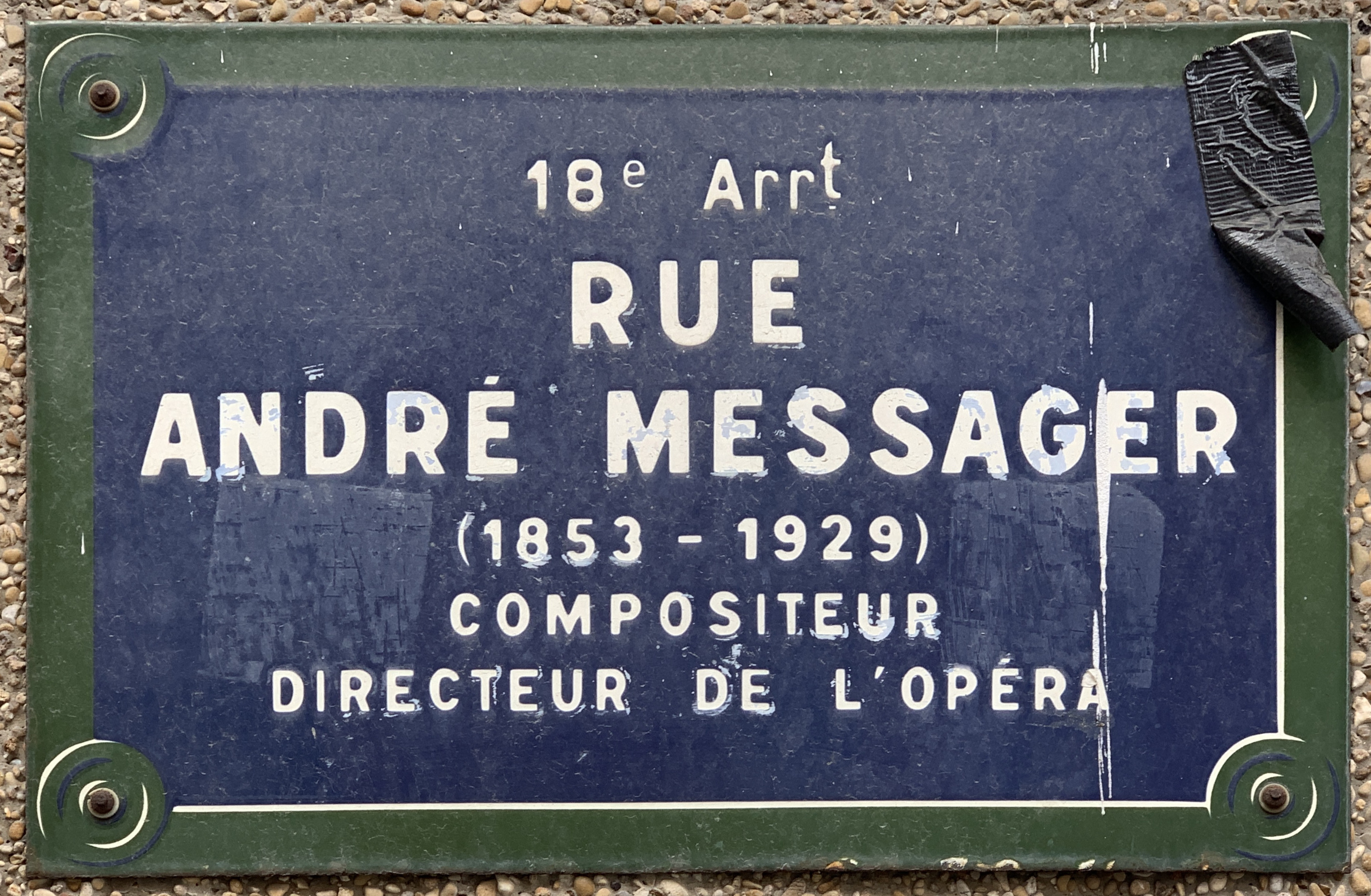
Plaque de la rue.

Elle porte le nom du compositeur français André Messager (1853-1929) qui fut directeur de l'Opéra national de Paris.

## Historique
Cette voie est ouverte sous sa dénomination actuelle par un arrêté du 12 décembre 1929.

## Bâtiments remarquables et lieux de mémoire
- No 2 : dans cette maison est né le peintre Michel Dureuil le 28 juin 1929.